# Mont-Tramelan
Mont-Tramelan (Duits (verouderd): Bergtramlingen) is een gemeente en plaats in het Zwitserse kanton Bern, en maakt deel uit van het district Jura bernois.
Mont-Tramelan telt 113 inwoners.